# Campeonato Mundial de Clubes de Voleibol Feminino de 2014
O Campeonato Mundial de Clubes de Voleibol Feminino de 2014 foi a oitava edição do torneio organizado anualmente pela FIVB. Foi disputado entre os dias 7 e 11 de maio no Saalsporthalle localizado na cidade de Zurique- Suiça
Pela segunda vez consecutivamente é a cidade-sede do Campeonato Mundial de Clubes na modalidade feminina.

## Formato de disputa
As seis equipes serão dispostas em dois grupos de quatro equipes cujo sorteio ainda será realizado. Todas as equipes se enfrentarão entre si dentro de seus grupos em turno único. As duas primeiras colocadas de cada grupo se classificarão para a fase semifinal, na qual se enfrentarão em cruzamento olímpico,as tecerias colocadas de cada grupo serão eliminadas e disputarão o quinto lugar. Os times vencedores das semifinais se enfrentarão na partida final, que definirá o campeão; já as equipes derrotadas nas semifinais decidirão a terceira posição.
Para a classificação dentre dos grupos na primeira fase, o placar de 3-0 ou 3-1 garantirá três pontos para a equipe vencedora e nenhum para a equipe derrotada; já o placar de 3-2 garantirá dois pontos para a equipe vencedora e um para a perdedora.

## Equipes participantes
As seguintes equipes foram qualificadas ou convidadas para a disputa do Campeonato Mundial de Clubes de 2014:
| Equipe            | País    | Qualificação                                          |
| ----------------- | ------- | ----------------------------------------------------- |
| Voléro Zürich     | Suíça   | Representante da Cidade-Sede                          |
| Sesi-SP           | Brasil  | Campeão do Campeonato Sul-Americano de Clubes de 2014 |
| Dinamo Kazan      | Rússia  | Campeão da Liga dos Campeões da Europa de 2014        |
| Hisamitsu Springs | Japão   | Campeão do Campeonato Asiático de Clubes de 2014      |
| GS Pétroliers     | Argélia | Convidado                                             |
| Molico/Osasco     | Brasil  | Convidado                                             |

## Primeira fase
A  FIVB divulgou o resultado do sorteio de grupos e a tabela de jogos.

### Grupo A
Classificação
|     |               |     | Jogos | Jogos | Jogos | Pontos | Pontos | Pontos | Sets | Sets | Sets  |
| Pos | Equipe        | Pts | T     | V     | D     | V      | P      | R      | V    | P    | R     |
| --- | ------------- | --- | ----- | ----- | ----- | ------ | ------ | ------ | ---- | ---- | ----- |
| 1   | Voléro Zürich | 5   | 2     | 2     | 0     | 172    | 142    | 1.211  | 6    | 2    | 3,000 |
| 2   | Sesi-SP       | 4   | 2     | 1     | 1     | 165    | 142    | 1.162  | 5    | 3    | 1.667 |
| 3   | GS Pétroliers | 0   | 2     | 0     | 2     | 98     | 151    | 0.649  | 0    | 6    | 0,000 |

Resultados
- Horários UTC-02:00

| Data  | Hora  |               | Placar |               | Set 1 | Set 2 | Set 3 | Set 4 | Set 5 | Total | Relatório |
| ----- | ----- | ------------- | ------ | ------------- | ----- | ----- | ----- | ----- | ----- | ----- | --------- |
| 7 mai | 20:00 | Voléro Zürich | 3 – 2  | Sesi-SP       | 25-12 | 25-18 | 16-25 | 15-25 | 15-10 | 96–0  | 96-90     |
| 8 mai | 20:00 | Voléro Zürich | 3 – 0  | GS Pétroliers | 25-15 | 26-24 | 25-13 | -     | -     | 76–0  | 76-52     |
| 9 mai | 17:30 | Sesi-SP       | 3 – 0  | GS Pétroliers | 25-18 | 25-12 | 25-16 | -     | -     | 75–0  | 75-46     |

### Grupo B
Classificação
|     |                   |     | Jogos | Jogos | Jogos | Pontos | Pontos | Pontos | Sets | Sets | Sets  |
| Pos | Equipe            | Pts | T     | V     | D     | V      | P      | R      | V    | P    | R     |
| --- | ----------------- | --- | ----- | ----- | ----- | ------ | ------ | ------ | ---- | ---- | ----- |
| 1   | Dinamo Kazan      | 5   | 2     | 2     | 0     | 206    | 181    | 1.138  | 6    | 3    | 2,000 |
| 2   | Molico/Osasco     | 4   | 2     | 1     | 1     | 189    | 186    | 1.016  | 5    | 4    | 1.250 |
| 3   | Hisamitsu Springs | 0   | 2     | 0     | 2     | 164    | 192    | 0.854  | 2    | 6    | 0.333 |

Resultados
- Horários UTC-02:00

| Data  | Hora  |               | Placar |                   | Set 1 | Set 2 | Set 3 | Set 4 | Set 5 | Total | Relatório |
| ----- | ----- | ------------- | ------ | ----------------- | ----- | ----- | ----- | ----- | ----- | ----- | --------- |
| 7 mai | 17:30 | Molico/Osasco | 3 – 1  | Hisamitsu Springs | 25-12 | 20-25 | 25-18 | 25-22 | -     | 95–0  | 95-77     |
| 8 mai | 17:30 | Dinamo Kazan  | 3 – 1  | Hisamitsu Springs | 22-25 | 25-22 | 25-22 | 25-18 | -     | 97–0  | 97-87     |
| 9 mai | 20:00 | Molico/Osasco | 2 –3   | Dinamo Kazan      | 11-25 | 19-25 | 25-20 | 25-23 | 14-16 | 94–0  | 94-109    |

## Fase final
- Horários UTC-02:00

|  | Semifinais         | Semifinais         |   |                    | Final              | Final |  |
|  |                    |                    |   |                    |                    |       |  |
|  | 10 de maio - 17:30 |                    |   |                    |                    |       |  |
|  | Voléro Zürich      | 1                  |   |                    |                    |       |  |
|  | Molico/Osasco      | 3                  |   |                    |                    |       |  |
|  |                    |                    |   |                    |                    |       |  |
|  |                    |                    |   |                    | 11 de maio - 16:30 |       |  |
|  |                    |                    |   |                    | Molico/Osasco      | 0     |  |
|  |                    | Dinamo Kazan       | 3 |                    |                    |       |  |
|  |                    |                    |   |                    |                    |       |  |
|  |                    |                    |   |                    |                    |       |  |
|  |                    |                    |   |                    | Terceiro lugar     |       |  |
|  | 10 de maio - 18:00 | 10 de maio - 18:00 |   | 11 de maio - 14:00 | 11 de maio - 14:00 |       |  |
|  | Dinamo Kazan       | 3                  |   | Voléro Zürich      | 2                  |       |  |
|  | Sesi-SP            | 1                  |   |                    | Sesi-SP            | 3     |  |

Resultados
- Horários UTC-02:00

| Data   | Hora  |               | Placar |               | Set 1 | Set 2 | Set 3 | Set 4 | Set 5 | Total | Relatório |
| ------ | ----- | ------------- | ------ | ------------- | ----- | ----- | ----- | ----- | ----- | ----- | --------- |
| 10 mai | 17:30 | Voléro Zürich | 1 – 3  | Molico/Osasco | 21-25 | 25-18 | 16-25 | 20-25 | -     | 82–0  | 82-93     |
| 10 mai | 18:00 | Dinamo Kazan  | 3 – 1  | Sesi-SP       | 25-23 | 27-29 | 25-21 | 25-14 | -     | 102–0 | 102-87    |
| 11 mai | 14:00 | Voléro Zürich | 2 – 3  | Sesi-SP       | 18-25 | 25-20 | 21-25 | 25-23 | 13-15 | 102–0 | 102-108   |
| 11 mai | 16:30 | Molico/Osasco | 0 –3   | Dinamo Kazan  | 11-25 | 16-25 | 25-27 | -     | -     | 52–0  | 52-77     |

## Premiação
| Campeonato Mundial de Clubes de Voleibol Feminino de 2014 |
| Rússia                                                    |
| --------------------------------------------------------- |
| Dinamo Kazan Campeão (1° título)                          |

## Seleção do campeonato
A seleção do campeonato foi composta pelas seguintes jogadoras:
- MVP (Most Valuable Player): Ekaterina Gamova (Dinamo Kazan)